# ケイトリン・ロウ
ケイトリン・ロウ（Caitlin Lowe、1985年2月6日 - ）は、アメリカ合衆国カリフォルニア州タスティン出身の女子ソフトボール選手（外野手）。右投左打。俊足好守のスラップヒッター。身長170cm・体重57kg。背番号は26。

## 経歴
大学時代はアリゾナ大学（アリゾナ・ワイルドキャッツ）に在籍した。NCAA主催のWCWSでは2006年と2007年の優勝メンバーで、外野手の優秀選手に選ばれている。
ナショナルチームにおいては、2006年に行われた世界選手権でアメリカ代表に選ばれ、11試合に出場し35打数11安打 打率.314 14得点 6盗塁（盗塁成功率100%）の活躍で、同国の優勝に貢献した。ワールドカップ・オブ・ソフトボールには2006年と2007年にアメリカ代表に選ばれている。
2008年には北京オリンピック代表に選ばれ、9試合全てに2番センターで出場し、28打数10安打 打率.357 9得点 1本塁打であった。準決勝の日本戦では9回表に先制のタイムリー適時打を放った。しかし、翌日の決勝の日本戦では自身は2安打を放ったものの、チームは日本の上野由岐子と峰幸代のバッテリーを攻略できずに敗れた。この試合の最後のバッターがロウである（最終打席の結果はサードゴロであった）。

## その他
- ニューヨーク・ヤンキースのファンである。
- ロウ家はケイトリン含め1男4女の兄弟であるが、2人の妹のペイジ・ロウ、マッケナ・ロウはオレゴン州立大学のソフトボール選手である。ケイトリンとペイジは2006年の大学選手権で対戦経験がある。
- 現在はアリゾナ州ツーソンに在住。